# Albert Chillón
Albert Chillón (L'Hospitalet de Llobregat, 1960) és escriptor, assagista i professor de teoria de la comunicació a la Universitat Autònoma de Barcelona. Es considera deixeble de José María Valverde, que va escriure el pròleg al seu llibre Literatura y periodismo (1999).
Professor titular de la UAB des del 1991, Albert Chillón és també el director del màster en Comunicació, Periodisme i Humanitats a la mateixa universitat. Una de les seves línies principals d'investigació és l'estudi de la comunicació mediàtica des d'una òptica antropològica i filosòfica. Dins d'aquesta línia ha publicat converses i escrits en diverses publicacions i mitjans de comunicació, com La Vanguardia o El País, en col·laboració amb Lluís Duch, Doctor en Teologia, antropòleg i monjo de Montserrat. En aquest sentit, cal destacar el llibre La condición ambigua. Diálogos con Lluís Duch (2011), on es recullen una sèrie de converses mantingudes entre Chillón i Duch.
Per altra banda, Albert Chillón s'ha especialitzat en l'estudi comparat de les relacions entre la cultura literària i la cultura mediàtica, principalment la periodística. En aquest àmbit ha publicat Literatura y periodismo. Una tradición de relaciones promiscuas (1999) i La literatura de fets (1993). Com a novel·lista, és autor del llibre El horizonte ayer (2009) publicat per Luces de Gálibo.

## Obres
- La condición ambigua. Diálogos con Lluís Duch (2011). Barcelona: Herder Editorial, ISBN 9788425427374
- Literatura y periodismo. Una tradición de relaciones promiscuas (2014). Barcelona: Universitat Autònoma de Barcelona, ISBN 9788449015748
- El horizonte ayer (2009). Barcelona: Luces de Gálibo. ISBN 978-84-17115-16-2 Error en ISBN: suma de verificació no vàlida